# Das Ich
I Das Ich sono un gruppo musicale tedesco formatosi nel 1989. Il gruppo, i cui membri principali sono Stefan Ackermann e Bruno Kramm è tra i principali fondatori e promotori della Neue Deutsche Todeskunst (It. Nuova arte tedesca della morte), un movimento artistico-musicale sorto agli inizi degli anni novanta.
La locuzione tedesca Das Ich (It. L'Io, scelta come nome del gruppo, si ispira appunto al concetto psicanalitico freudiano dell'io.

## Storia
Il loro primo album Die Propheten è stato pubblicato in Germania nel 1991 e ha venduto oltre trentamila copie.
A partire dal 1996, con l'uscita dell'album Egodram, la loro musica ha acquistato un carattere più ritmato, avvicinandosi a sonorità EBM, come quelle dei singoli Kindgott e Destillat. Nel 1998 hanno pubblicato Morgue, un album ispirato alle opere di Gottfried Benn.
Hanno composto la colonna sonora del film sperimentale Das Ewige Licht, del regista e produttore tedesco Hans Helmut Haessler.

## Formazione

### Formazione attuale
- Stefan Ackermann: voce, testi
- Bruno Kramm: musica, strumentazione, cori
- Marty Söffker: tastiere (dal vivo)
- Stephan Hauer: batteria (dal vivo

### Turnisti
- Stefan Siegl (Sissy) (2006-2007)
- Kain Gabriel Simon (2001-2006)
- Daniel Galda (1995–1999)
- Nidij (2000–2001)
- Jakob Lang (1997–1999)
- Michael Schmid (1999–2000)
- Ringo Müller (2006-2007)
- Tanja Hahn (1989-1990)
- Ansgar Noeth (1994–1995)

## Discografia

### Album in studio
- 1990 - Satanische Verse
- 1991 - Die Propheten
- 1994 - Stigma (CDM)
- 1994 - Staub
- 1995 - Feuer (Live)

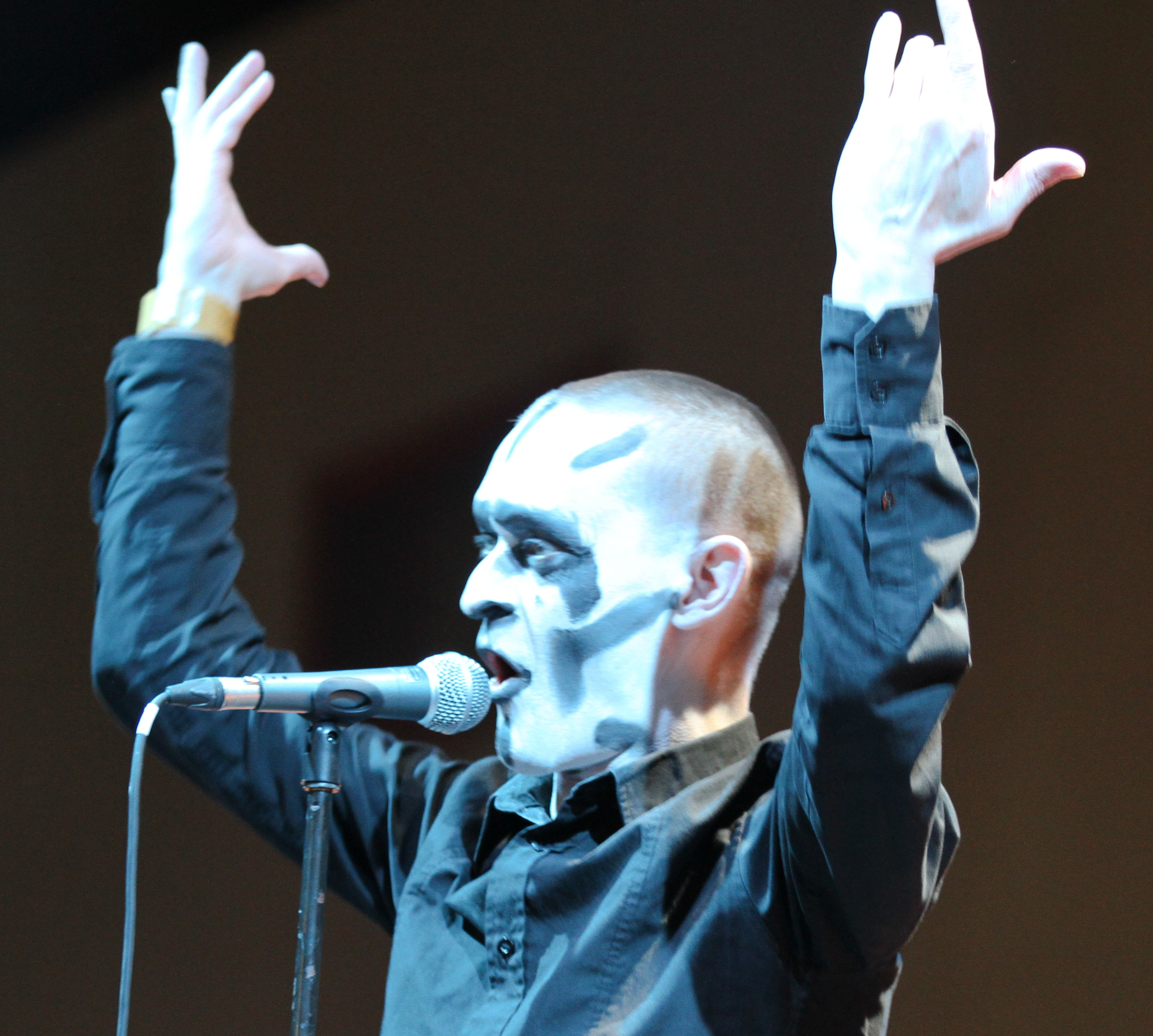
Stefan Ackermann fotografato in Wave Gotik Treffen nel 2013.

- 1995 - Die Liebe (in collaborazione con gli Atrocity)
- 1996 - Das innere Ich (colonna sonora
- 1998 - Kindgott (CDM)
- 1998 - Egodram
- 1998 - Destillat (CDM)
- 1998 - Morgue
- 1999 - Re_Kapitulation (raccolta ed. limitata per il mercato statunitense)
- 2000 - Re_Laborat / Re_Animat
- 2002 - Anti’christ
- 2002 - Momentum (anche DVD)
- 2003 - Relikt (raccolta)
- 2004 - Lava: Glut (anche DVD)
- 2004 - Lava: Asche (remix)
- 2004 - Lava
- 2006 - Cabaret
- 2006 - Cabaret (DCD + DVD)
- 2007 - Addendum (remasterizzazioni)
- 2007 - Alter Ego (raccolta per il mercato statunitense)
- 2008 - Kannibale (EP)

### Singoli
- 1991 - Satanische Verse / Jericho (CDM)
- 1994 - Stigma (MCD)
- 1998 - Kindgott (MCD; Child god)
- 1998 - Destillat (MCD)

### Video
- 2000 - Momentum (VCD/DVD)
- 2006 - Panoptikum (DVD)